# メイ・ファッグス
メイ・ファッグス (Aeriwentha ("Mae") Faggs Starr、1932年4月10日- 2000年1月27日)は、アメリカ合衆国ニューヨーク出身の陸上競技選手。1952年ヘルシンキオリンピックの金メダリストである。

## 経歴
ファッグスは、早くも16歳で1948年ロンドンオリンピックに出場を果たすが、出場した200mでは準決勝で敗退した。
4年後の1952年ヘルシンキオリンピックには、100mと4×100mリレーに出場し、100mでは決勝進出したものの6位に終わる。しかし、バーバラ・ジョーンズ、ジャネット・モロー、キャサリン・ハーディとともに出場した4×100mリレーでは金メダルを獲得。
アメリカの女性陸上選手として、はじめて3大会連続出場を果たした1956年メルボルンオリンピックでも4×100mリレーに出場。マーガレット・マシューズ、ウィルマ・ルドルフ、イサベル・ダニエルとともに、オーストラリア、イギリスに次いで銅メダルを獲得した。

## 主な実績
| 年   | 大会                   | 場所                       | 種目         | 結果 | 記録    |
| ---- | ---------------------- | -------------------------- | ------------ | ---- | ------- |
| 1952 | オリンピック           | ヘルシンキ(フィンランド)   | 100m         | 6位  | 12.1秒  |
| 1952 | オリンピック           | ヘルシンキ(フィンランド)   | 4×100mリレー | 1位  | 45.9秒  |
| 1955 | パンアメリカン競技大会 | メキシコシティ(メキシコ)   | 100m         | 2位  | 12.07秒 |
| 1955 | パンアメリカン競技大会 | メキシコシティ(メキシコ)   | 4×100mリレー | 1位  | 47.12秒 |
| 1956 | オリンピック           | メルボルン(オーストラリア) | 4×100mリレー | 3位  | 44.9秒  |